# Tegame

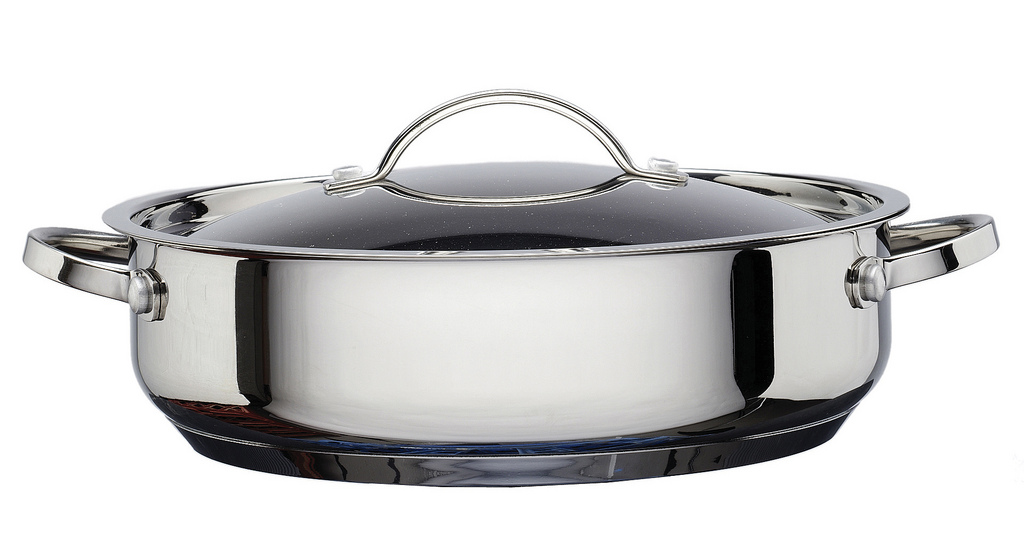
Un tegame in acciaio

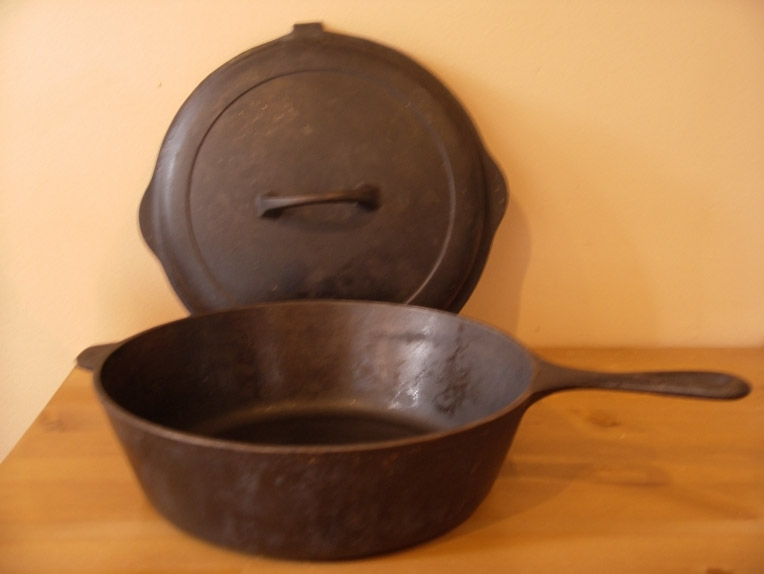
Tegame in ghisa

Il tegame è un tipo di pentola usato in cucina, affine alla casseruola. Costruito in metallo: acciaio inox, alluminio, rame stagnato, ferro smaltato o ghisa.
È caratterizzato da: fondo piatto, pareti non molto alte, due manici corti o uno lungo, può essere dotato di coperchio. Differisce dalla padella per friggere per i bordi, più alti e verticali, e per il maggiore spessore del metallo.
Viene utilizzata per cotture che non richiedano la bollitura, in particolare per pietanze di carne e verdure. Ne esistono di varie grandezze, per cibi e cotture diverse.
La parola tegame deriva dal latino “Tegus” che indicava un coccio in cui veniva fritto il pollame: particolarmente pregiata era la preparazione del colombo.

## Tipi
- Tegamino, piccolo dà il nome alle uova in tegamino
- Tegame in terracotta
- tegame ribaltato